# Jacob Widell Zetterström
Jacob Widell Zetterström, né le 11 juillet 1998 à Stockholm en Suède, est un footballeur international suédois qui joue au poste de gardien de but à Derby County.

## Biographie

### En club
Né à Stockholm en Suède Jacob Widell Zetterström est formé par le Djurgårdens IF. Il commence toutefois sa carrière au IFK Lidingö Fotboll (en). En janvier 2020 il décide de faire une pause dans sa carrière de footballeur en raison de deux commotions cérébrales qu'il a subies. Il ne joue pas pendant un an avant de faire son retour au Djurgårdens IF en mars 2021, signant un nouveau contrat courant jusqu'en décembre 2022.
Il joue son premier match lors d'une rencontre d'Allsvenskan le 23 mai 2021, contre l'IFK Göteborg. Il est titularisé et les deux équipes se neutralisent (0-0).
Le 16 août 2024, Jacob Widell Zetterström rejoint Derby County. Il signe un contrat de trois ans, soit jusqu'en juin 2027 avec le club promu en deuxième division anglaise,.

### En sélection
Jacob Widell Zetterström honore sa première sélection avec l'équipe nationale de Suède le 12 janvier 2023 contre l'Islande. Il est titularisé et son équipe s'impose par deux buts à un,.